# بوبي ليا
بوبي ليا (بالإنجليزية: Bobby Lea)‏ مواليد 17 أكتوبر 1983 في ماريلاند، الولايات المتحدة، هو دراج أمريكي. شارك في دورة الألعاب الأولمبية الصيفية.

## روابط خارجية
- بوبي ليا على موقع الاتحاد الدولي للدراجات (الإنجليزية)
- بوبي ليا على موقع أرشيف الدراجات (الإنجليزية)
- بوبي ليا على موقع إحصائيات الدراجات الإحترافية (الإنجليزية)
- بوبي ليا على موقع نسبة الدراجات (الإنجليزية)
- بوبي ليا على موقع أوليمبيديا (الإنجليزية)